# Nicolai Pedersen
Nicolai Vesterbaek Pedersen (27 juni 1977) is een Deense schaker met een FIDE-rating 2371 in 2016. Hij is sinds 2002 een internationaal meester (IM). Hij is auteur van een boek over het Benkogambiet. 
- Van 24 augustus t/m 4 september 2005 speelde Pedersen mee in het toernooi om het Noords kampioenschap dat in Vammala verspeeld werd en waarin hij met 8 punten uit 11 ronden op de derde plaats eindigde.

## Externe koppelingen
- (en)   Informatie over schaakpartijen van Nicolai Pedersen op ChessGames.com
- (en)   Informatie over schaakpartijen van Nicolai Pedersen op 365chess.com
- (en)  FIDE-ratinggegevens voor Nicolai Pedersen
- Pedersen als coach